# خوان كارلوس أونيتي
خوان كارلوس أونيتي (بالإسبانية: Juan Carlos Onetti) ، هو كاتب أوروغواني، ولد في مونتيفيديو في 1 يوليو عام 1909 - وتوفي في مدريد في 30 مايو عام 1994. يُعد أونتيني أحد أبرز كُتاب اللغة الاسبانية - في الاورغواي - في العصر الحديث، وقد عاش سنواته الاثنتي عشرة الأخيرة معتزلا العالم، وعبر عن عالم أمريكا اللاتينية برواياته وأعماله التي اخترع لها عالما خاصا أسماه عالم «سانتا ماريا».

## من مؤلفاته
ومن أبرز أعماله يأتي حلم وقصص آخرى والتي نشرها عام 1951
- ومقبرة بدون اسم عام 1959،
- فيما اختتم أعماله العديدة عام 1993 بروايته الأخيرة عندما لا يهمني الأمر وكانت بمثابة وصية أدبية.
- الوداعات

## الجوائز
وحصل على العديد من الجوائز مثل :
- الجائزة الوطنية للآداب في أوروغواي لعام 1959،
- وجائزة ميغيل دي ثربانتس عام 1980،
- والجائزة الكبرى للآداب في أوروغواي عام 1985

## وصلات خارجية
- خوان كارلوس أونيتي على موقع أرشيف الشارخ.
- خوان كارلوس أونيتي على موقع IMDb (الإنجليزية)
- خوان كارلوس أونيتي على موقع الموسوعة البريطانية (الإنجليزية)
- خوان كارلوس أونيتي على موقع مونزينجر (الألمانية)
- خوان كارلوس أونيتي على موقع ديسكوغز (الإنجليزية)
- خوان كارلوس أونيتي على موقع قاعدة بيانات الفيلم (الإنجليزية)